# Élections générales irlandaises de 1954
L’élection générale irlandaise de 1954 s'est tenue le 18 mai 1954. 146 des 147 députés sont élus et siègent au Dáil Éireann.

## Mode de scrutin
Les élections générales irlandaises se tiennent suivant un scrutin proportionnel plurinominal avec scrutin à vote unique transférable. En effet, le Ceann Comhairle, qui préside le Dáil Éireann, est automatiquement réélu, conformément à l'article 16, alinéa 6, de la Constitution.

## Résultats

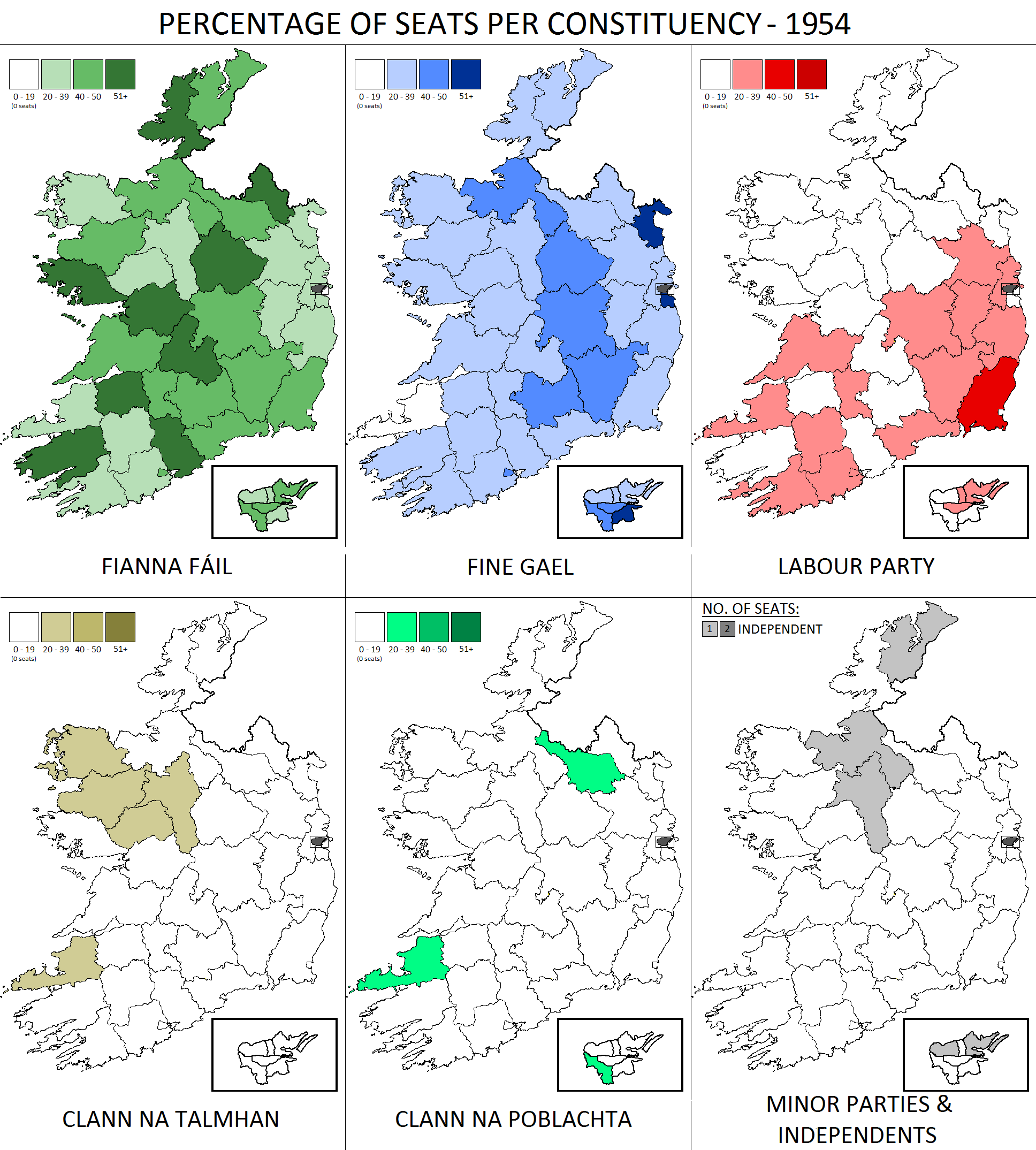
Résultats par circonscription

| Parti | Parti                            | Leader               | Voix      | %      | +/-        | Sièges | +/-        | % du Dáil |
| --- | -------------------------------- | -------------------- | --------- | ------ | ---------- | ------ | ---------- | --------- |
| | Fianna Fáil                      | Éamon de Valera      | 578 960   | 43,4 % | 2,9        | 65     | 4          | 44,2      |
| | Fine Gael                        | Richard Mulcahy      | 427 031   | 32,0 % | 6,2        | 50     | 10         | 34,0      |
| | Parti travailliste               | William Norton       | 161 034   | 12,1 % | 0,7        | 19     | 3          | 12,9      |
| | Clann na Talmhan                 | Joseph Blowick       | 51 069    | 3,8 %  | 0,9        | 5      | 1          | 3,4       |
| | Clann na Poblachta               | Seán MacBride        | 41 249    | 3,1 %  | 1,0        | 3      | 1          | 2,0       |
| | Sinn Féin                        | Margaret Buckley     | 1 990     | 0,1 %  |            | 0      |            | 0         |
| | Action nationale                 |                      | 1 430     | 0,1 %  |            | 0      |            | 0         |
| | Jeune Irlande                    |                      | 1 037     | 0,1 %  |            | 0      |            | 0         |
| | Ligue des travailleurs irlandais | Michael O'Riordan    | 375       | 0,0 %  | stagnation | 0      | stagnation | 0         |
| | Indépendants                     | Indépendants         | 70 937    | 5,3 %  | 4,3        | 5      | 9          | 3,4       |
| Votes blancs et nuls                                                                                           | Votes blancs et nuls             | Votes blancs et nuls | 12 730    |        |            |        |            |           |
| Total | Total                            | Total                | 1 347 842 | 100 %  |            | 147    | stagnation | 100       |
| Participation                                                                                                  | Participation                    | Participation        | 1 763 209 | 76,5 % |            |        |            |           |
| Le 2d gouvernement inter-parti est formé. Il est composé de Fine Gael, Parti travailliste et Clann na Talmhan. |                                  |                      |           |        |            |        |            |           |